# Vingt-huitième district congressionnel de Floride
Le 28e district congressionnel de Floride est un nouveau district créé à la suite du recensement de 2020. Les premiers candidats se sont présentés aux élections 2022 pour un siège au 118e Congrès des États-Unis. Le district a été créé lors du cycle de redécoupage de 2020 pour succéder à l'ancien 26e district dans les années 2010. Il comprend tout le comté de Monroe, qui abrite les Florida Keys, et de nombreuses banlieues extérieures du sud-ouest de Miami, y compris l'ensemble de Homestead, The Hammocks, Kendale Lakes, Tamiami et d'autres. Les trois parcs nationaux de Floride – les Everglades, Biscayne et Dry Tortugas – sont également situés dans ce district.
Le premier et actuel représentant du district est le Républicain Carlos Giménez.

## Géographie
| #  | Comté      | Siège    | Population |
| -- | ---------- | -------- | ---------- |
| 86 | Miami-Dade | Miami    | 2 686 867  |
| 87 | Monroe     | Key West | 80 614     |

### Villes de 10 000 habitants ou plus
- Homestead - 80 737
- The Hammocks - 59 480
- Kendale Lakes - 55 646
- Tamiami - 54 212
- Princeton - 39 308
- South Miami Heights - 36 770
- Kendall West - 36 536
- Richmond West - 35 884
- Key West - 26 444
- Leisure City - 26 324
- Country Walk - 16 951
- Three Lakes - 16 540
- Naranja - 13 509
- Florida City - 13 085
- Key Largo - 12 447
- Goulds - 11 446

### Villes 2 500 à 10 000 habitants
- Marathon - 9 689
- Islamorada - 7 107
- Stock Island - 4 722
- Big Pine Key - 4 521
- Big Coppitt Key - 2 869
- Tavernier - 2 530

## Historique de vote
| Année | Poste     | Résultats             |
| ----- | --------- | --------------------- |
| 2020  | Président | Trump 52,9 % – 46,5 % |

## Liste des représentants du district
| Membre                            | Parti       | Années                   | Congrès | Histoire électorale                                  | Zone géographique                            |
| --------------------------------- | ----------- | ------------------------ | ------- | ---------------------------------------------------- | -------------------------------------------- |
| District établi le 3 janvier 2023 |             |                          |         |                                                      |                                              |
| Carlos A. Giménez                 | Républicain | 3 janvier 2023 - Présent | 118e    | Redécoupage depuis le 26e district et réélu en 2022. | 2023–Présent Monroe et Parties de Miami-Dade |

## Résultats des récentes élections
Voici les résultats des dix précédents cycles électoraux dans le district.

### 2022
| Primaire Républicaine de 2022 du 28e district congressionnel de Floride | Primaire Républicaine de 2022 du 28e district congressionnel de Floride | Primaire Républicaine de 2022 du 28e district congressionnel de Floride | Primaire Républicaine de 2022 du 28e district congressionnel de Floride | Primaire Républicaine de 2022 du 28e district congressionnel de Floride |
| ----------------------------------------------------------------------- | ----------------------------------------------------------------------- | ----------------------------------------------------------------------- | ----------------------------------------------------------------------- | ----------------------------------------------------------------------- |
| Parti                                                                   | Parti                                                                   | Candidat                                                                | Votes                                                                   | %                                                                       |
|                                                                         | Républicain                                                             | Carlos A. Gimenez (sortant)                                             | 28 762                                                                  | 73,4                                                                    |
|                                                                         | Républicain                                                             | Carlos Garin                                                            | 6 048                                                                   | 15,4                                                                    |
|                                                                         | Républicain                                                             | K.W. Miller                                                             | 4 395                                                                   | 11,2                                                                    |

| Primaire Démocrate de 2022 du 28e district congressionnel de Floride | Primaire Démocrate de 2022 du 28e district congressionnel de Floride | Primaire Démocrate de 2022 du 28e district congressionnel de Floride | Primaire Démocrate de 2022 du 28e district congressionnel de Floride | Primaire Démocrate de 2022 du 28e district congressionnel de Floride |
| -------------------------------------------------------------------- | -------------------------------------------------------------------- | -------------------------------------------------------------------- | -------------------------------------------------------------------- | -------------------------------------------------------------------- |
| Parti                                                                | Parti                                                                | Candidat                                                             | Votes                                                                | %                                                                    |
|                                                                      | Démocrate                                                            | Robert Ascencio                                                      | 18 504                                                               | 69,2                                                                 |
|                                                                      | Démocrate                                                            | Juan Paredes                                                         | 8 217                                                                | 30,8                                                                 |

| Élection de 2022 du 28e district congressionnel de Floride | Élection de 2022 du 28e district congressionnel de Floride | Élection de 2022 du 28e district congressionnel de Floride | Élection de 2022 du 28e district congressionnel de Floride | Élection de 2022 du 28e district congressionnel de Floride |
| ---------------------------------------------------------- | ---------------------------------------------------------- | ---------------------------------------------------------- | ---------------------------------------------------------- | ---------------------------------------------------------- |
| Parti                                                      | Parti                                                      | Candidat                                                   | Votes                                                      | %                                                          |
|                                                            | Républicain                                                | Carlos A. Gimenez                                          | 134 457                                                    | 63,7                                                       |
|                                                            | Démocrate                                                  | Robert Ascencio                                            | 76 665                                                     | 36,3                                                       |
|                                                            | Indépendant                                                | Jeremiah Schaffer                                          | 28                                                         | 0,0                                                        |
| Total des votes                                            | Total des votes                                            | Total des votes                                            | 211 150                                                    | 100 %                                                      |
|                                                            | Les Républicains prennent                                  |                                                            |                                                            |                                                            |

### 2024
Les Primaires républicaines et démocrates ont été annulées. Carlos Gimenez (R-Sortant) et Phil Ehr (D) avancent vers l'Élection Générale.
| Élection de 2024 du 28e district congressionnel de Floride | Élection de 2024 du 28e district congressionnel de Floride | Élection de 2024 du 28e district congressionnel de Floride | Élection de 2024 du 28e district congressionnel de Floride | Élection de 2024 du 28e district congressionnel de Floride |
| ---------------------------------------------------------- | ---------------------------------------------------------- | ---------------------------------------------------------- | ---------------------------------------------------------- | ---------------------------------------------------------- |
| Parti                                                      | Parti                                                      | Candidat                                                   | Votes                                                      | %                                                          |
|                                                            | Républicain                                                | Carlos A. Gimenez (sortant)                                | 210 057                                                    | 64,6                                                       |
|                                                            | Démocrate                                                  | Phil Ehr                                                   | 115 280                                                    | 35,4                                                       |
| Total des votes                                            | Total des votes                                            | Total des votes                                            | 325 337                                                    | 100 %                                                      |
|                                                            | Les Républicains conservent                                |                                                            |                                                            |                                                            |